# Neophylax ussuriensis
Neophylax ussuriensis är en nattsländeart som först beskrevs av Martynov 1914.  Neophylax ussuriensis ingår i släktet Neophylax och familjen Uenoidae. Inga underarter finns listade i Catalogue of Life.